# Frederick R. Lehlbach

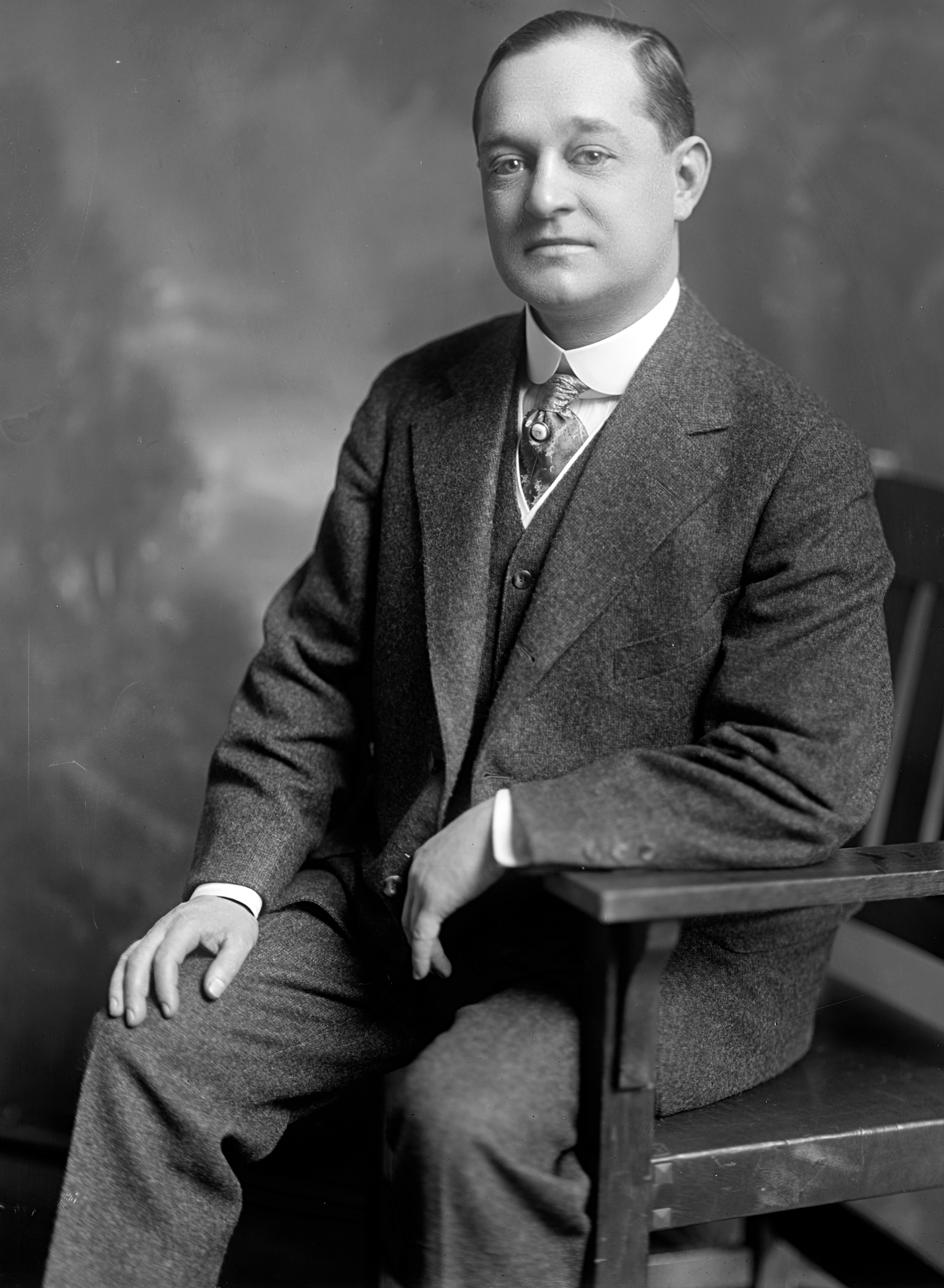
Frederick R. Lehlbach

Frederick Reimold Lehlbach (* 31. Januar 1876 in New York City; † 4. August 1937 in Washington, D.C.) war ein US-amerikanischer Politiker. Zwischen 1915 und 1937 vertrat er den Bundesstaat New Jersey im US-Repräsentantenhaus.

## Werdegang
Frederick Lehlbach war der Neffe des Kongressabgeordneten Herman Lehlbach (1845–1904) und Enkel des Theologen Friedrich August Lehlbach (1805–1875). Er besuchte die öffentlichen Schulen in Newark (New Jersey), wohin er im Jahr 1884 mit seinen Eltern gezogen war. Danach studierte er bis 1897 an der Yale University. Nach einem anschließenden Jurastudium an der New York Law School und seiner im Jahr 1900 erfolgten Zulassung als Rechtsanwalt begann er in Newark in diesem Beruf zu arbeiten. Gleichzeitig schlug er als Mitglied der Republikanischen Partei eine politische Laufbahn ein. Zwischen 1900 und 1903 gehörte er dem Bildungsausschuss von Newark an. In den Jahren 1903 bis 1905 war Lehlbach Abgeordneter in der New Jersey General Assembly. Von 1905 bis 1908 arbeitete er für den staatlichen Steuerausschuss. Zwischen 1908 und 1913 war er stellvertretender Staatsanwalt im Essex County. Danach praktizierte er wieder als Rechtsanwalt.
Bei den Kongresswahlen des Jahres 1914 wurde Lehlbach im zehnten Wahlbezirk von New Jersey in das US-Repräsentantenhaus in Washington, D.C. gewählt, wo er am 4. März 1915 die Nachfolge von Edward W. Townsend antrat. Nach zehn Wiederwahlen konnte er bis zum 3. Januar 1937 elf Legislaturperioden im Kongress absolvieren. Seit 1933 vertrat er als Nachfolger von Mary Teresa Norton den zwölften Distrikt seines Staates. Von 1919 bis 1925 leitete er den Ausschuss zur Reform des öffentlichen Dienstes. In seine Zeit als Kongressabgeordneter fiel der Erste Weltkrieg. Damals wurden auch der 18., der 19., der 20. und der 21. Verfassungszusatz ratifiziert. Seit 1933 wurden viele der New-Deal-Gesetze der Bundesregierung unter Präsident Franklin D. Roosevelt verabschiedet.
Im Jahr 1936 wurde Frederick Lehlbach nicht bestätigt. Nach dem Ende seiner Zeit im US-Repräsentantenhaus arbeitete er wieder als Anwalt. Er starb am 4. August 1937 in der Bundeshauptstadt Washington und wurde in Newark beigesetzt.